# Binidayan
Binidayan is een gemeente in de Filipijnse provincie Lanao del Sur in het noorden van het eiland Mindanao. Bij de laatste census in 2007 had de gemeente bijna 22 duizend inwoners.

## Geografie

### Bestuurlijke indeling
Binidayan is onderverdeeld in de volgende 26 barangays:
| - Badak - Baguiangun - Balut Maito - Basak - Bubong - Bubonga-Ranao - Dansalan Dacsula - Ingud - Kialilidan - Lumbac - Macaguiling - Madaya - Magonaya | - Maindig - Masolun - Olama - Pagalamatan - Pantar - Picalilangan - Picotaan - Pindolonan - Poblacion - Soldaroro - Tambac - Timbangan - Tuca |

## Demografie
Binidayan had bij de census van 2007 een inwoneraantal van 21.569 mensen. Dit zijn 3.488 mensen (19,3%) meer dan bij de vorige census van 2000. De gemiddelde jaarlijkse groei komt daarmee uit op 2,46%, hetgeen iets hoger is dan het landelijk jaarlijks gemiddelde over deze periode (2,04%). Vergeleken met de census van 1995 is het aantal mensen met 5.412 (33,5%) toegenomen.

De bevolkingsdichtheid van Binidayan was ten tijde van de laatste census, met 21.569 inwoners op 280 km², 77 mensen per km².

## Geboren in Binidayan
- Mohamad Ali Dimaporo (15 juni 1918), afgevaardigde, gouverneur en president Mindanao State University (overleden 2004).